# Anke Bruns
Anke Bruns (* in Ibbenbüren) ist eine deutsche Journalistin, Fernseh-, Hörfunkautorin, Moderatorin und Redakteurin.

## Leben
Bruns studierte in Münster Soziologie, Politik und Neuere Geschichte. 1989/90 war sie in Chile als Mitarbeiterin des politischen Wochenmagazins Análisis tätig. Ab 1993 war sie in Bielefeld im WDR-Landesstudio beschäftigt. Sie wechselte 1996 nach Köln, wo sie ab 1997 ihr Volontariat beim WDR absolvierte und später dort als festangestellte Redakteurin arbeitete. Im Jahr 1999 kam ihre Tochter zur Welt. Seit September 2002 ist sie freiberuflich tätig. Sie arbeitet überwiegend für das WDR Fernsehen und moderiert Diskussionsveranstaltungen, Tagungen und Kongresse.

## Filmografie
- Lokalzeit Köln: „Sprechzeit“
- 2010: Tatort (Folge: Der Fluch der Mumie)